# La fine di Gerusalemme
La fine di Gerusalemme (titolo originale: Der Jüdische Krieg, letteralmente "La guerra giudaica") è un romanzo storico di Lion Feuchtwanger, pubblicato in lingua tedesca nel 1932. 
La fine di Gerusalemme è il primo romanzo della Trilogia di Giuseppe (Josephus-Trilogie) e narra la vita di Flavio Giuseppe dal suo arrivo a Roma (nel 64 d.C.) fino alla decisione di scrivere la Guerra giudaica (attorno al 72 d.C.); la vita di Giuseppe sarà continuata da Feuchtwanger nei due romanzi successivi della Trilogia: L'ebreo di Roma (titolo originale: Die Söhne, letteralmente I figli) nel 1935 e Il giorno verrà (titolo originale:Der Tag wird kommen) nel 1942.

## Trama

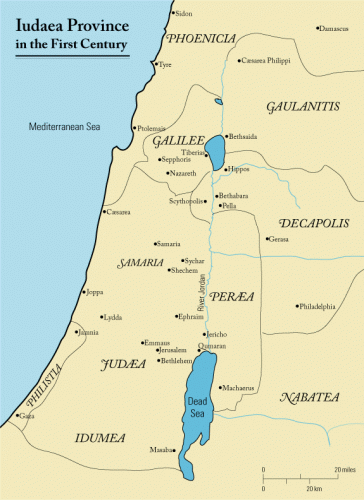
Giudea e Galilea nel I secolo d.C.

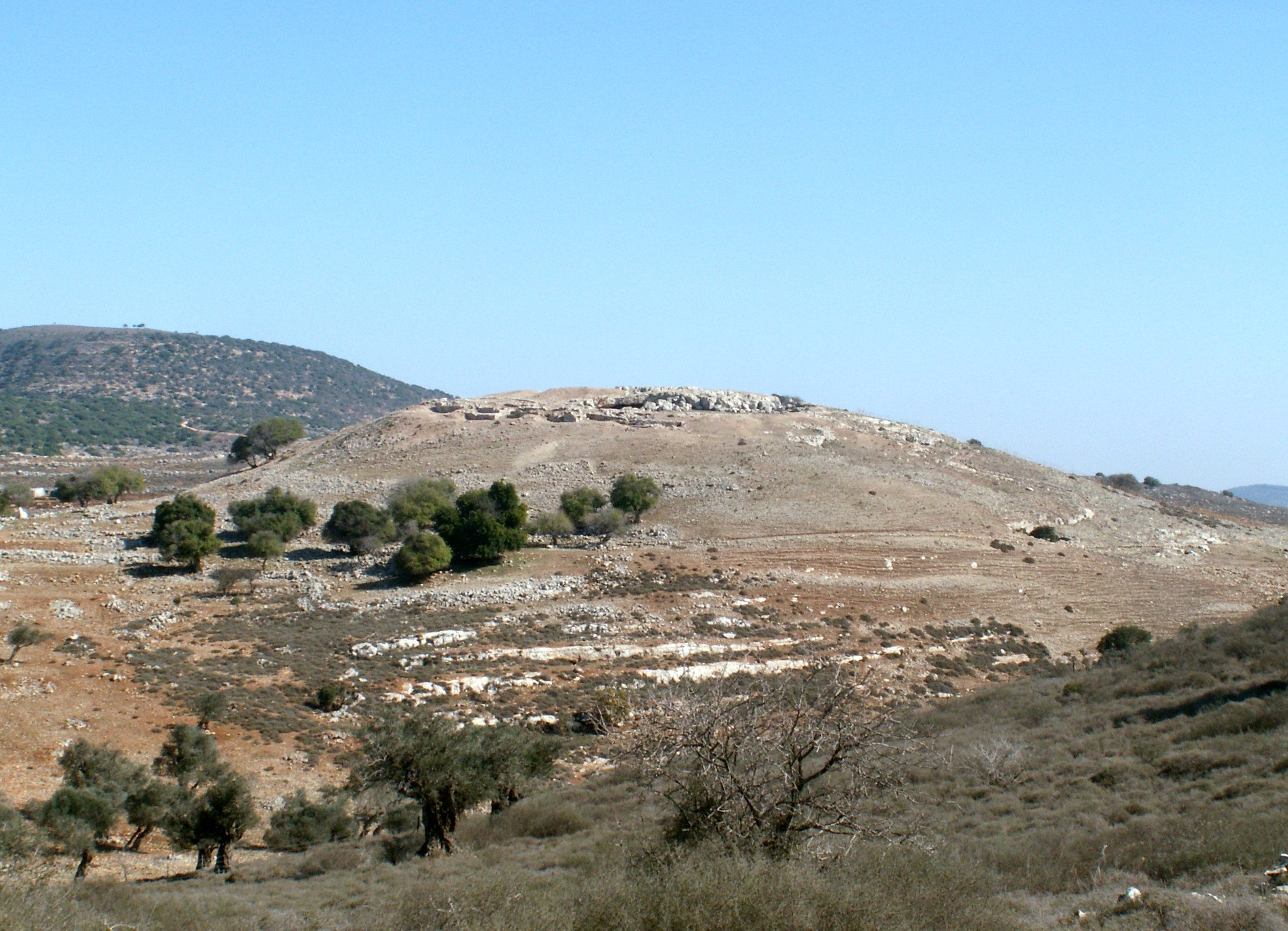
La collina dove sorgeva Iotapata

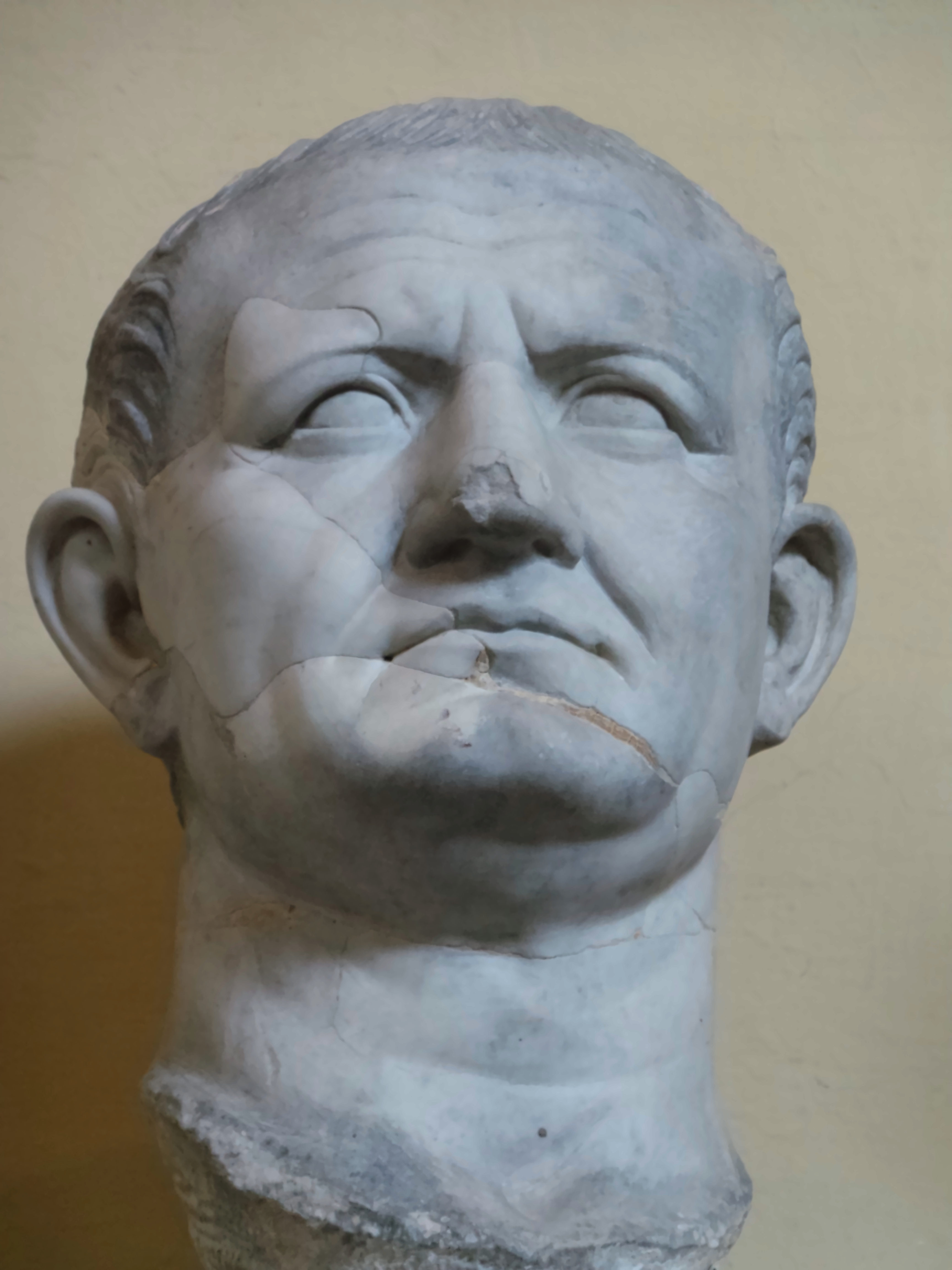
Busto di Vespasiano)

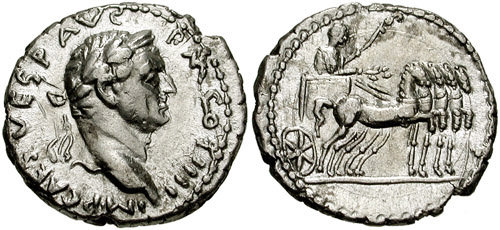
Denario di Vespasiano)

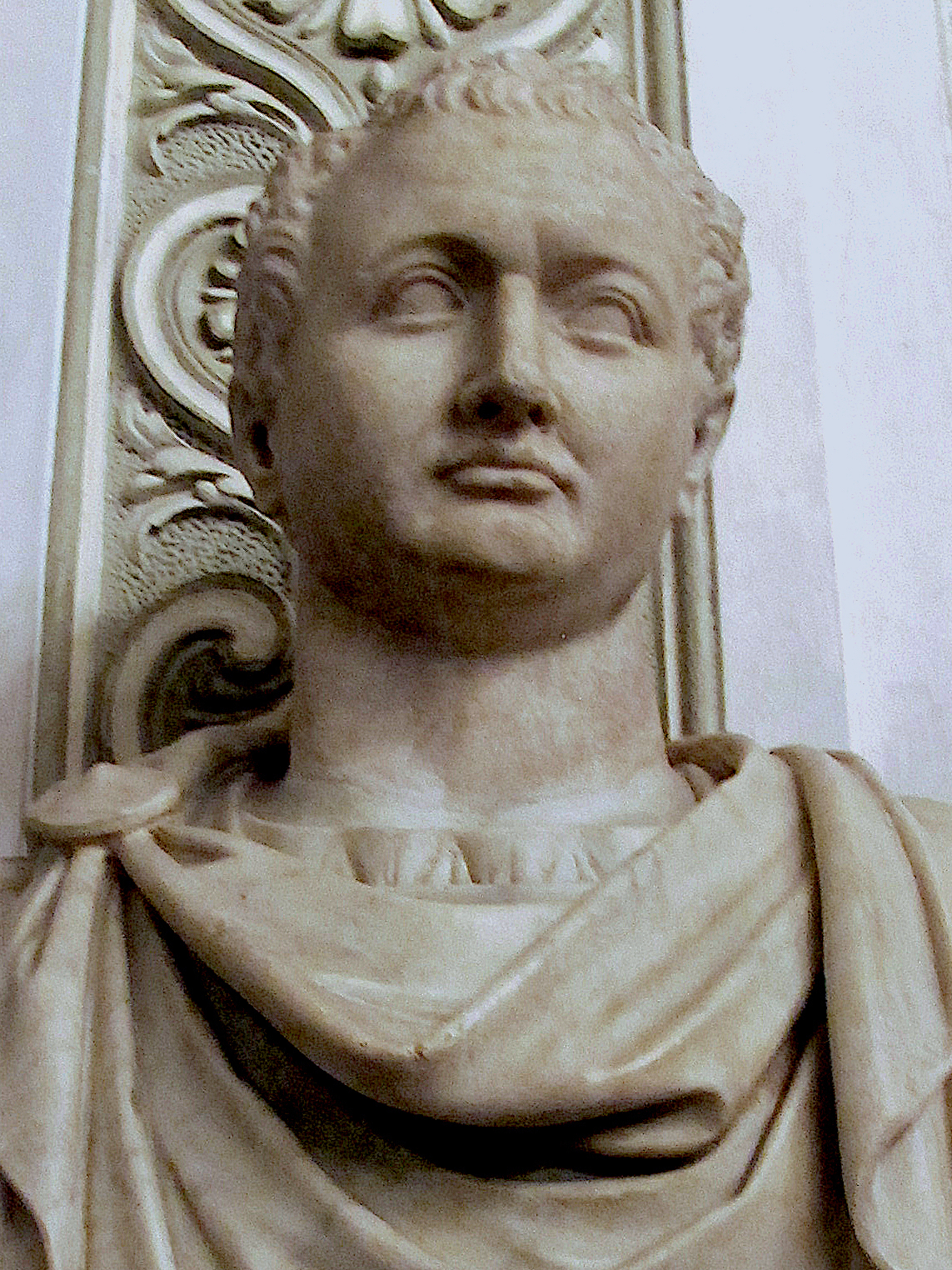
Busto di Tito

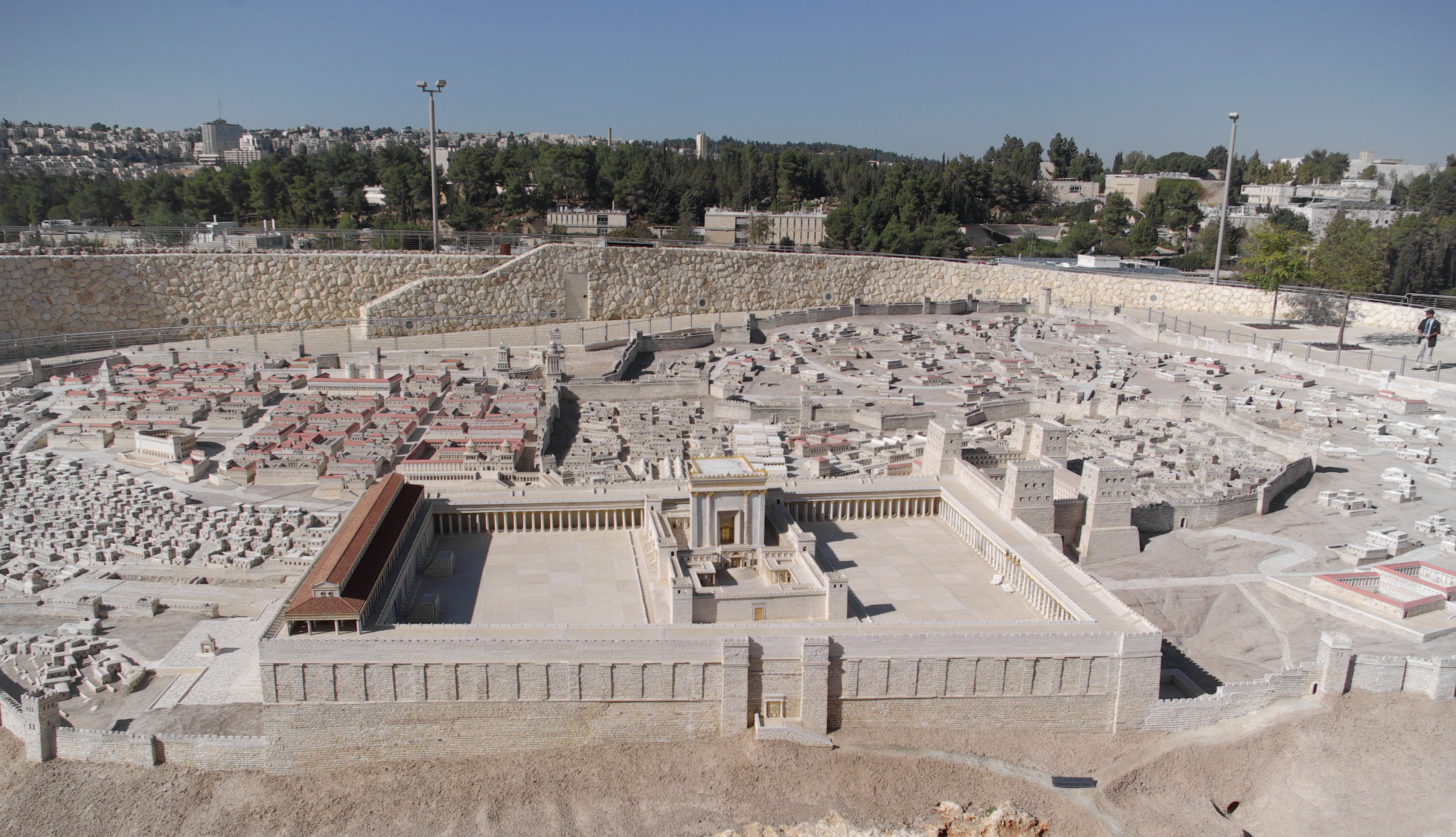
Modello del tempio di Gerusalemme

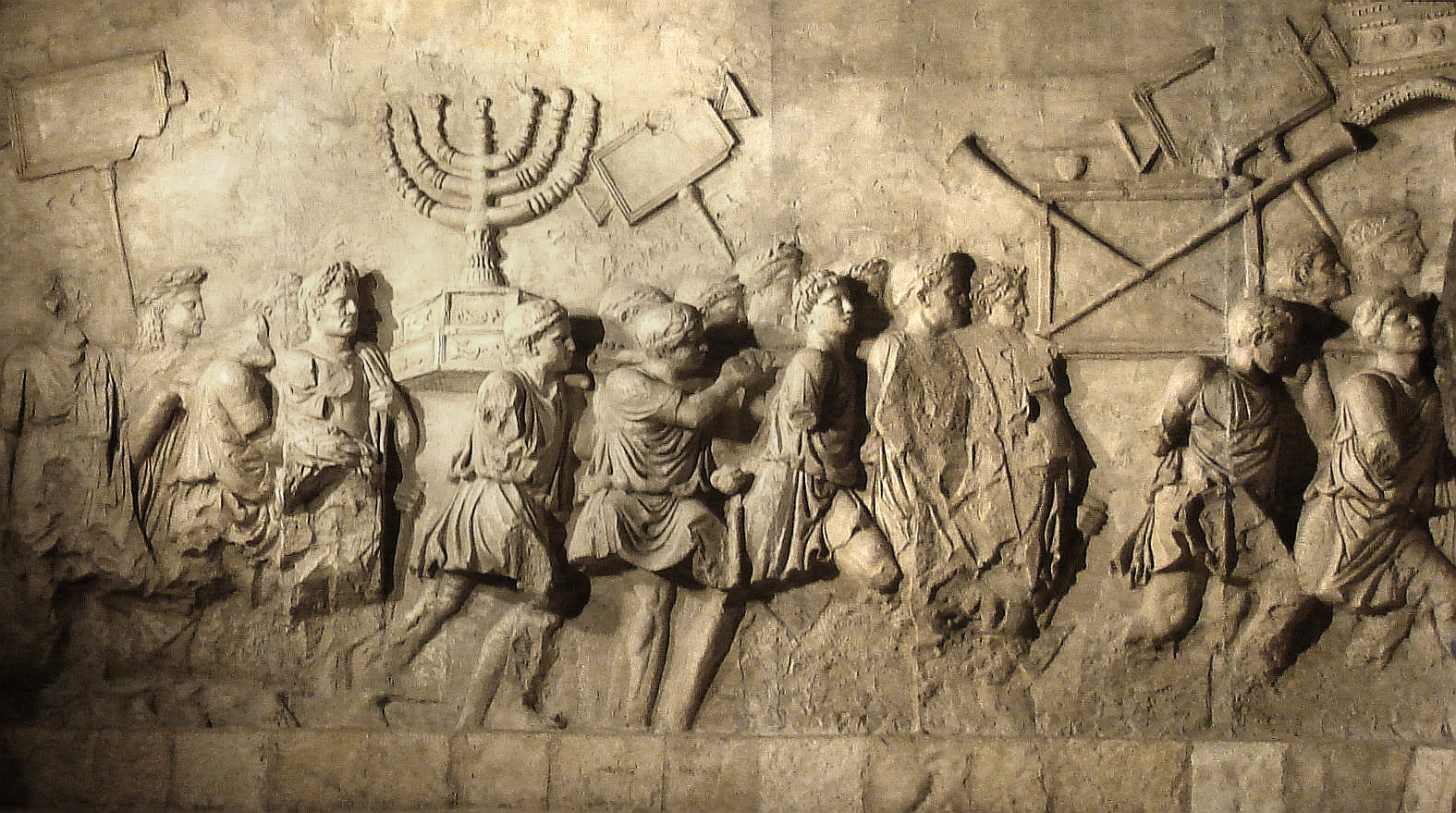
Saccheggio di Gerusalemme (Arco di Tito)

### Primo libro: Roma
Giuseppe ben Mattia, giovane letterato ebreo di nobile famiglia sacerdotale, giunge a Roma dalla nativa Giudea, provincia procuratoria romana, in missione per perorare la causa di tre membri del Gran Consiglio di Gerusalemme che, accusati ingiustamente di aver guidato delle sommosse contro il governo romano, sono stati condannati ai lavori forzati. Gli ebrei residenti a Roma, ben integrati nel sistema imperiale romano, sono restii ad aiutarlo in quanto i tre condannati sono seguaci del "Vindici di Israele", un'organizzazione politica radicale avversa a Roma. Il giovane studioso ebreo Giusto di Tiberiade, di cui Giuseppe ha fatto conoscenza a Roma, gli suggerisce di rivolgersi per aiuto all'attore Demetrio Libano, popolare anche a corte. E infatti, grazie a Libano, Giuseppe entra in contatto con l'imperatrice consorte Poppea la quale promette che cercherà di ottenere la grazia per i tre. Il ministro Filippo Talassio, antisemita, briga per modificare lo statuto elettorale della città di Cesarea in modo avverso agli ebrei; la morte di Poppea favorisce la manovra di Talassio: i tre innocenti saranno liberi in cambio delle modifiche statutarie a Cesarea.

### Secondo libro: Galilea
La modifica dello statuto di Cesarea provoca scontri tra ebrei e non ebrei a Cesarea, e rivolte armate in Giudea. Gli ebrei moderati chiedono l'intervento del re (Agrippa) per prevenire l'estensione della rivolta e l'intervento armato dei Romani, ma il partito dei "Vindici di Israele" ha il sopravvento sui moderati. Interviene l'esercito romano, ma non riesce a conquistare Gerusalemme. Dopo il ritiro delle truppe romane il Gran consiglio di Gerusalemme, in mano ai "Vindici", invia due commissari del popolo con poteri dittatoriali in ciascuna delle sette province del paese; sorprendentemente Giuseppe ben Mattia, che non aveva esperienza militare e non condivideva le opinioni dei più accesi avversari dei Romani, viene inviato in Galilea (quartier generale dei "Vindici di Israele") insieme al vecchio dottor Jannai. In Galilea Giuseppe, con l'obiettivo di conquistare la fiducia della popolazione locale, sceglie Magdala come quartier generale. La vicina città di Tiberiade è governata invece da Giusto, rimasto fedele a re Agrippa. Giuseppe appoggia gli avversari di Giusto, i radicali Giovanni di Giscala e Sapita di Tiberiade, i quali organizzano delle milizie armate e scatenano la violenza. Roma decide l'uso della forza contro la provincia ribelle e pone alla guida delle truppe i generali Muciano e Vespasiano. Giuseppe si asserraglia con i suoi nella cittadella fortificata di Iotapata e decide di resistere all'assedio di Vespasiano per ritardare l'avanzata dell'esercito romano a Gerusalemme. La cittadella resiste sette settimane all'assedio romano. Allo stremo, Giuseppe cerca invano di convincere gli assediati ad arrendersi ai Romani per evitare la distruzione di Iotapata. Quando la cittadella cade nelle mani dei Romani, Giuseppe e alcune decine di combattenti si rifugiano in una caverna dove i compagni di Giuseppe rifiutano di arrendersi e propongono di suicidarsi. Giuseppe, che ritiene il suicidio un peccato più grave dell'omicidio, propone che i resistenti si uccidano vicendevolmente lasciando decidere alla sorte, con un lancio dei dadi, chi di loro deve uccidere il compagno. Quando Giuseppe rimane solo con l'ultimo, si avvia verso i romani, seguìto dal compagno. Portato davanti a Vespasiano, profetizza che questi sarà il tanto agognato Messia. Giuseppe non viene crocifisso, ma diventa schiavo del generale. Vespasiano si astiene anche dall'andare a Gerusalemme.

### Terzo libro: Cesarea
Sebbene formalmente schiavo, Giuseppe ben Mattia non è trattato male nell'ambiente familiare di Vespasiano. Agisce come consulente sulla cultura e la società ebrea e cerca di utilizzare la sua posizione a favore degli ebrei di Galilea. La maggior parte degli ebrei, tuttavia, lo disprezza come un "vile disertore" e molti lo odiano. Il partito del "Maccabi", che a Gerusalemme si è impadronito del potere assoluto e ha instaurato un regime di terrore, ha ottenuto che si decretasse contro Giuseppe la grande scomunica. Vespasiano, che ha comprato per sé una fanciulla ebrea religiosa e pudica di nome Mara, ordina a Giuseppe di sposarla. Giuseppe deve ubbidire; ma per lui, sacerdote di primo ordine e discendente dagli Asmonei, è un peccato imperdonabile sposare una ragazza ormai immonda perché è stata di altri, sebbene in seguito a una violenza sessuale subita in quanto prigioniera di guerra. Nel frattempo, l'imperatore Nerone è morto, il potere è nelle mani dei militari, inizia un periodo di instabilità in cui si susseguono diversi imperatori ciascuno dei quali viene poco dopo eliminato. Il generale Muciano propone come imperatore Vespasiano il quale alla fine accetta, anche per l'intervento di Giuseppe; il nuovo imperatore rende la libertà a Giuseppe e gli concede di assumere il nome di famiglia dell'imperatore. "E Giuseppe ben Mattia, sacerdote del Primo Ordine a Gerusalemme, si chiamò da quel giorno Flavio Giuseppe".

### Quarto libro: Alessandria
Divenuto uomo libero, Giuseppe va da solo, senza Mara e il figlioletto, ad Alessandria, città grande, ricca e cosmopolita. Gli ebrei di Alessandria sono di mentalità aperta e ben disposti verso i Romani. Giuseppe, di cui è nota la biografia, è accolto con rispetto e cordialità. Qui giunge a termine la maturazione di Giuseppe: abbandona definitivamente ogni residuo di integralismo e assume un atteggiamento cosmopolita propugnando la fusione tra Ebraismo e la Cultura greca. Alcuni ebrei del Maccabi fanno però espellere Giuseppe dalla comunità ebraica alessandrina. In una festa sull'isola di Faro, Giuseppe conosce Dorion, figlia del pittore di corte Caio Fabullo. Per poter essere riammesso nella comunità, perdonato del suo matrimonio con Mara e ottenere il divorzio, Giuseppe si assoggetta al castigo della quaranta battiture. Dorion accetta di sposarlo e convertirsi al giudaismo a condizione che Giuseppe ottenga la cittadinanza romana entro dieci giorni. Vespasiano, che non approva il divorzio di Giuseppe da Mara, gli concederebbe la cittadinanza in cambio di 150.000 sesterzi, presumendo che Giuseppe non possegga questa somma di denaro. Giuseppe infatti non possiede questa somma; chiede perciò aiuto all'editore Claudio Regino il quale gli dà il danaro a condizione che Giuseppe scriva un libro sulla guerra in Giudea e lo dedichi a lui. Giuseppe sposa Dorion, ma la felicità coniugale dura poco perché il figlio di Vespasiano, Tito, ha deciso di porre definitivamente fine alle rivolte degli ebrei in Giudea. Giuseppe decide di seguire Tito sia per agire da mediatore tra romani ed ebrei, sia per assistere agli sviluppi della nuova guerra ebraica e poterne scrivere in qualità di testimone.

### Quinto libro: Gerusalemme
Le legioni di Tito iniziano l'assedio di Gerusalemme proprio quando la città si riempie di un gran numero di pellegrini accorsi per la Pasqua. Giuseppe è attonito: «Egli sa che ogni resistenza è inutile. Il suo cervello è coi romani. Ma il suo cuore è con gli altri»
. I tre dittatori che si erano divisi il potere a Gerusalemme e si combattevano fra di loro (Simone bar Giora padrone della città alta, Giovanni di Giscala padrone della città bassa, Eleazaro ben Simone padrone del Tempio e della fortezza Antonia) uniscono le loro forze, ma i romani penetrano sempre più nella città fino a giungere alle mura del Tempio. Tuttavia, Tito tenta ripetutamente di negoziare la pace, ma gli assediati sono intransigenti. Tito evita atti di forza che possano distruggere il Tempio anche per compiacere la principessa Berenice, di cui è innamorato. Intanto nella città assediata si soffre la fame. Giuseppe cerca di proporsi come mediatore fra i romani e gli assediati, ma questi ultimi lo irridono. «In quegli istanti che gli parvero anni Giuseppe espiò tutto l'orgoglio della sua vita. (...) Non apparteneva ai romani, non apparteneva ai giudei, la terra era deserta come prima della creazione ed egli era solo, intorno a lui soltanto risa e scherno.» Il tempio viene saccheggiato e distrutto, nonostante gli ordini contrari di Tito, per iniziativa di Pedanio, primo centurione della V legione. Giuseppe salva settantasette ebrei, fra cui il suo rivale Giusto già inchiodato dai romani a una croce, e settanta rotoli della legge. Il ritorno di Giuseppe a Roma comporta nuovi motivi di amarezza. Il suo legame con Dorion si spezza; gli ebrei di Roma, pur leali con lo stato romano, disapprovano la distruzione del Tempio e manifestano disprezzo e odio per quegli ebrei che hanno contribuito alla distruzione. Entrando nei quartieri della sponda destra, Giuseppe trovò un odio immenso. Assiste infine con angoscia al trionfo di Tito; riceve con noncuranza l'annuncio della concessione di un titolo nobiliare. Infine comincia a dettare al giovane segretario Cornelio il libro sulla Guerra giudaica: «Probabilmente più d'uno si proverà a descrivere la guerra dei giudei contro i romani, ma saranno autori che non erano testimoni degli avvenimenti e dovranno accontentarsi di dicerie stolte e contraddittorie. Io, Giuseppe, figlio di Mattia, sacerdote del Primo Ordine di Gerusalemme, testimone oculare fin dal principio, mi sono risolto a scrivere la storia di questa guerra, così com'è stata veramente, ricordo ai contemporanei, monito ai posteri».

## Genesi dell'opera
L'opera ripercorre la vita di Giuseppe ben Mattia (in seguito Flavio Giuseppe) dal suo arrivo a Roma dalla nativa Giudea nel 64 d.C., fino alla all'inizio della redazione della Guerra giudaica, attorno al 72 d.C. Il romanzo è basato soprattutto su due opere dello stesso Giuseppe: La Guerra giudaica e la Vita. I punti in cui la narrazione di Feuchtwanger si discosta dai dati storici noti su Giuseppe sono pochi. L'attore che mette in contatto Giuseppe con Poppea si chiama nel romanzo Demetrio Libano, nella Vita è chiamato Alituro; l'editore Claudio Regino del romanzo corrisponde a un certo Epafrodito, probabilmente Epafrodito di Cheronea. Giuseppe non riporta nella Vita i nomi delle sue mogli. Nel romanzo Giuseppe riceve la cittadinanza romana, indispensabile per poter sposare Dorion ad Alessandria, dietro il pagamento di 150.000 sesterzi; nella realtà, Giuseppe ha ricevuto la cittadinanza romana solo dopo la caduta di Gerusalemme, e gratuitamente, come una sorta di ringraziamento. 
Per Andrea Bunzel il romanzo di Feuchtwanger La fine di Gerusalemme non è solo la biografia di un personaggio storico, ma un'opera che risente delle discussioni sviluppate durante la Repubblica di Weimar su assimilazione / sionismo, nazionalismo / cosmopolitismo, democrazia / dittatura. Se La guerra giudaica è stata giudicata partigiana, scritta con evidenti intenti apologetici a favore dei romani, sebbene rivolta anche agli ebrei («Dio non è più nella terra d'Israele, adesso è in Italia»), nel romanzo di Feuchtwanger Giuseppe è un intellettuale cosmopolita, fautore della fusione delle culture orientale e occidentale, quindi un destinato al fallimento perché molto in anticipo sui tempi. Per Wlodek Goldkorn, Feuchtwanger si identificava con Flavio Giuseppe, se non altro perché lo scrittore tedesco professava il cosmopolitismo come un modo di vivere e pensare.

## Edizioni
- (DE) Der jüdische Krieg, Berlin, Propyläen Verlag, 1932.
- La fine di Gerusalemme : romanzo, collana Medusa, traduzione di Ervino Pocar, 1ª ed., Milano, Mondadori, 1933, SBN TO00749657.
- La trilogia di Giuseppe, traduzione di Ervino Pocar, Milano, Mondadori, 1933-1949, SBN RAV0067314.
- La fine di Gerusalemme : romanzo, collana Scrittori di tutto il mondo, traduzione di Ervino Pocar, Milano, Corbaccio, 1994, ISBN 88-7972-065-1.
- La fine di Gerusalemme : romanzo, collana TEAdue ; 442, traduzione di Ervino Pocar, Milano, Tea, 1996, ISBN 88-7818-008-4.